# 제28회 골든 글로브상
제28회 골든 글로브상은 1970년 상영된 영화 중 가장 뛰어난 영화를 수상하기 위해 1971년 2월에 열린 시상식이다. 미국,캘리포니아/비버리 힐튼 호텔에서 개최되었다.

## 수상 및 후보

### 세실 B. 데밀 상
- 프랑크 시나트라 수상

### 작품상-드라마
- 러브 스토리 - 아더 힐러 수상
- 에어포트 - 조지 시톤
- 잃어버린 전주곡 - 봅 라펠슨
- 아버지의 노래 - 길버트 케이츠
- 패튼 대전차 군단 - 프랭크린 J. 샤프너

### 여우주연상-드라마
- 러브 스토리 - 알리 맥그로우 수상
- 새벽의 약속 - 멜리나 메르쿠리
- 퍼즐 오브 다운폴 차일드 - 페이 더너웨이
- 라이언의 딸 - 사라 마일즈
- 사랑하는 여인들 - 글렌다 잭슨

### 남우주연상-드라마
- 패튼 대전차 군단 - 조지 C. 스콧 수상
- 잃어버린 전주곡 - 잭 니콜슨
- 위대한 희망 - 제임스 얼 존스
- 아버지의 노래 - 멜빈 더글러스
- 러브 스토리 - 라이언 오닐

### 작품상-뮤지컬코미디
- 매쉬 - 로버트 알트만 수상
- 밀애 - 블레이크 에드워즈
- 미친 주부의 일기 - 프랭크 페리
- 러버스 앤 어더 스트레인저 - Cy Howard
- 스크루지 - 로널드 님

### 여우주연상-뮤지컬코미디
- 미친 주부의 일기 - 캐리 스노지레스 수상
- 밀애 - 줄리 앤드류스
- 아웃 오브 타우너스 - 샌디 데니스
- 올빼미와 새끼 고양이 - 바브라 스트라이샌드
- 미친 주부의 일기 - 안젤라 랜즈베리

### 남우주연상-뮤지컬코미디
- 스크루지 - 앨버트 피니 수상
- 미친 주부의 일기 - 리차드 벤자민
- 매쉬 - 엘리어트 굴드
- 매쉬 - 도날드 서덜랜드
- 아웃 오브 타우너스 - 잭 레먼

### 여우조연상
- 에어포트 - 모린 스태플튼 수상
- 잃어버린 전주곡 - 카렌 블랙 수상
- 하와이언스 - 티나 첸
- 랜드로드 - 리 그랜트
- 매쉬 - 샐리 켈러먼

### 남우조연상
- 라이언의 딸 - 존 밀스 수상
- 에어포트 - 조지 케네디
- 작은 거인 - 치프 댄 조지
- 러브 스토리 - 존 마리
- 라이언의 딸 - 트레버 하워드

### 외국어 영화상
- 사랑하는 여인들 - 켄 러셀 수상
- 액트 오브 더 하트 - Paul Almond
- Aru heishi no kake - Keith Larsen 외
- Bloomfield - 리처드 해리스
- The Virgin and the Gypsy - Christopher Miles

### 감독상
- 러브 스토리 - 아더 힐러 수상
- 잃어버린 전주곡 - 봅 라펠슨
- 매쉬 - 로버트 알트만
- 패튼 대전차 군단 - 프랭크린 J. 샤프너
- 사랑하는 여인들 - 켄 러셀

### 각본상
- 러브 스토리 - 에릭 시걸 수상
- 잃어버린 전주곡 - 캐롤 이스트만
- 남편들 - 존 카사베츠
- 매쉬 - Ring Lardner Jr.
- 스크루지 - 레슬리 브리커스

### 음악상
- 러브 스토리 - Francis Lai 수상
- 에어포트 - 아릎레드 뉴먼
- 풍운아 크롬웰 - 프랭크 코델
- 스크루지 - 이안 프라서 외
- 폭풍의 언덕 - 미셀 르그랑

### 주제가상
- 밀애 - Henry Mancini 수상
- 리틀 파우스 앤 빅 핼시
- 매드론 - 리즈 오톨라니
- 꿈의 조각들 - 미셀 르그랑
- 스크루지 - 레슬리 브리커스

### 미스 골든 글로브
- 앤 아처 수상